# Willie Soon
Willie Soon est un astronome et astrophysicien américain, né en 1966 à Kangar en Malaisie. Soon est employé par le Harvard-Smithsonian Center for Astrophysics. Au cours des années 2000, il s'engage dans les controverses sur le réchauffement climatique, qu'il attribue à l'activité solaire, et critique la position de la communauté scientifique. Des documents, découverts en 2011, démontrent que Soon a reçu 1,2 million de dollars de la part d'entreprises de production d'énergie d'origine fossile, traditionnellement climato-dénialistes.

## Biographie
Willie Soon est né à Kangar en Malaisie. Il se rend aux États-Unis afin de poursuivre ses études à l'université de Californie du Sud. Soon y obtient un doctorat en génie aérospatial (aerospace engineering). Il entre au Harvard-Smithsonian Center for Astrophysics, situé à Cambridge, Massachusetts, en tant que chercheur postdoctoral. Soon, qui travaille notamment avec Sallie Baliunas, est engagé en 1997. À la fin des années 1990, ils sont tous deux chercheurs (senior scientists) à l'institut George C. Marshall, un think tank conservateur de Washington. En 2003, Soon publie The Maunder Minimum and the Variable Sun-Earth Connection, un ouvrage écrit avec Steven H. Yaskell et consacré au minimum de Maunder.
Willie Soon conteste le consensus scientifique sur le changement climatique,. Il attribue le réchauffement à l'activité solaire et non aux émissions de dioxyde de carbone. Soon publie ses recherches dans des revues scientifiques, donne des conférences et expose son point de vue dans les médias. Il a également été invité à témoigner devant la commission sénatoriale de l'environnement et des travaux publics présidée par James Inhofe,. En 2003, Sallie Baliunas et Willie Soon publient un article dans la revue scientifique à comité de lecture Climate Research. Sa méthodologie est critiquée, ce qui déclenche une polémique au terme de laquelle cinq des dix membres du comité d'édition de la revue démissionnent,.
En 2014, l'institut Heartland, un think tank conservateur soutenant des positions climatosceptiques, lui remet le Courage in Defense of Science Award.
Dans le cadre du Freedom of Information Act, l'ONG Greenpeace se procure des documents montrant que les recherches de Soon sont financées par de grands groupes industriels, dont l'American Petroleum Institute, ExxonMobil, Koch Industries et Southern Company. Selon Greenpeace, contrairement aux usages en vigueur dans les publications scientifiques, Soon n'a pas mentionné ces liens. Les journaux en question n'avaient pas de politique de déclaration des conflits d'intérêts à l'époque où Soon y avait publié ses articles, indique le directeur du Smithsonian Astrophysical Observatory, Charles R. Alcock, employeur de Soon. Dans certains cas, les bailleurs de fonds avaient eux-mêmes introduit dans le contrat une clause de non-divulgation, une pratique que Charles R. Alcock indique désormais réprouver.
Le 2 mars 2015, le Heartland Institute prend la défense de Soon. L'intéressé estime quant à lui que la provenance des financements en question n'a pas influé sur les résultats de ses recherches,,.

## Publications

### Ouvrage
- (en) The Maunder Minimum : and the Variable Sun-Earth Connection  (en collaboration avec Steven H. Yaskell), World Scientific, 2003, 296 p. (ISBN 978-981-238-275-7, lire en ligne)

### Articles
- (en) « Proxy climatic and environmental changes of the past 1000 years »  (en collaboration avec Sallie Baliunas), Climate Research, vol. 23, no 2,‎ janvier 2003, p. 89-110 (ISSN 0936-577X, lire en ligne)